# Vòng loại Giải vô địch bóng đá thế giới 1994 – Khu vực châu Âu (Bảng 1)
Các trận đấu vòng loại Bảng 1 của khu vực châu Âu (UEFA) trong vòng loại giải vô địch bóng đá thế giới 1994 diễn ra từ tháng 8 năm 1992 đến tháng 11 năm 1993. Các đội thi đấu theo thể thức sân nhà - sân khách với đội đứng nhất và đứng nhì giành 2 trong 12 suất tham dự vòng chung kết giải đấu được phân bổ cho khu vực châu Âu. Bảng 1 bao gồm Estonia, Ý, Malta, Bồ Đào Nha, Scotland, và Thụy Sĩ.

## Bảng xếp hạng
| Đội        | ST | T | H | B | BT | BB | HS  | Đ  | Giành quyền tham dự                                    |     |     |     |     |     |     |     |
| ---------- | -- | - | - | - | -- | -- | --- | -- | ------------------------------------------------------ | --- | --- | --- | --- | --- | --- | --- |
| Ý          | 10 | 7 | 2 | 1 | 22 | 7  | +15 | 16 | Giành quyền tham dự Giải vô địch bóng đá thế giới 1994 |     | —   | 2–2 | 1–0 | 3–1 | 6–1 | 2–0 |
| Thụy Sĩ    | 10 | 6 | 3 | 1 | 23 | 6  | +17 | 15 | Giành quyền tham dự Giải vô địch bóng đá thế giới 1994 |     | 1–0 | —   | 1–1 | 3–1 | 3–0 | 4–0 |
| Bồ Đào Nha | 10 | 6 | 2 | 2 | 18 | 5  | +13 | 14 |                                                        |     | 1–3 | 1–0 | —   | 5–0 | 4–0 | 3–0 |
| Scotland   | 10 | 4 | 3 | 3 | 14 | 13 | +1  | 11 |                                                        | 0–0 | 1–1 | 0–0 | —   | 3–0 | 3–1 |     |
| Malta      | 10 | 1 | 1 | 8 | 3  | 23 | −20 | 3  |                                                        | 1–2 | 0–2 | 0–1 | 0–2 | —   | 0–0 |     |
| Estonia    | 10 | 0 | 1 | 9 | 1  | 27 | −26 | 1  |                                                        | 0–3 | 0–6 | 0–2 | 0–3 | 0–1 | —   |     |

### Kết quả
| Estonia | 0–6      | Thụy Sĩ                                                     |
| ------- | -------- | ----------------------------------------------------------- |
|         | Chi tiết | Chapuisat 23', 68' · Bregy 29' · Knup 46', 66' · Sforza 84' |

| Thụy Sĩ                  | 3–1      | Scotland    |
| ------------------------ | -------- | ----------- |
| Knup 2', 71' · Bregy 81' | Chi tiết | McCoist 13' |

| Ý                            | 2–2      | Thụy Sĩ                   |
| ---------------------------- | -------- | ------------------------- |
| R. Baggio 83' · Eranio 90+1' | Chi tiết | Ohrel 17' · Chapuisat 21' |

| Scotland | 0–0      | Bồ Đào Nha |
| -------- | -------- | ---------- |
|          | Chi tiết |            |

| Malta | 0–0      | Estonia |
| ----- | -------- | ------- |
|       | Chi tiết |         |

| Scotland | 0–0      | Ý |
| -------- | -------- | - |
|          | Chi tiết |   |

| Thụy Sĩ                                | 3–0      | Malta |
| -------------------------------------- | -------- | ----- |
| Bickel 2' · Sforza 44' · Chapuisat 89' | Chi tiết |       |

| Malta       | 1–2      | Ý                        |
| ----------- | -------- | ------------------------ |
| Gregory 85' | Chi tiết | Vialli 59' · Signori 62' |

| Malta | 0–1      | Bồ Đào Nha    |
| ----- | -------- | ------------- |
|       | Chi tiết | Rui Aguas 58' |

| Scotland                     | 3–0      | Malta |
| ---------------------------- | -------- | ----- |
| McCoist 15', 68' · Nevin 84' | Chi tiết |       |

| Bồ Đào Nha | 1–3      | Ý                                            |
| ---------- | -------- | -------------------------------------------- |
| Couto 56'  | Chi tiết | R. Baggio 2' · Casiraghi 25' · D. Baggio 73' |

| Ý                                                                             | 6–1      | Malta                |
| ----------------------------------------------------------------------------- | -------- | -------------------- |
| D. Baggio 19' · Signori 38' · Vierchowod 48' · Mancini 58', 89' · Maldini 73' | Chi tiết | Busuttil 68' (ph.đ.) |

| Thụy Sĩ       | 1–1      | Bồ Đào Nha |
| ------------- | -------- | ---------- |
| Chapuisat 39' | Chi tiết | Semedo 44' |

| Ý                           | 2–0      | Estonia |
| --------------------------- | -------- | ------- |
| R. Baggio 22' · Signori 87' | Chi tiết |         |

| Malta | 0–2      | Thụy Sĩ                    |
| ----- | -------- | -------------------------- |
|       | Chi tiết | Ohrel 31' · Türkyilmaz 89' |

| Bồ Đào Nha                                       | 5–0      | Scotland |
| ------------------------------------------------ | -------- | -------- |
| Rui Barros 5', 70' · Cadete 45', 72' · Futre 67' | Chi tiết |          |

| Thụy Sĩ      | 1–0      | Ý |
| ------------ | -------- | - |
| Hottiger 56' | Chi tiết |   |

| Estonia | 0–1      | Malta       |
| ------- | -------- | ----------- |
|         | Chi tiết | Laferla 16' |

| Estonia | 0–3      | Scotland                                |
| ------- | -------- | --------------------------------------- |
|         | Chi tiết | Gallacher 43' · Collins 59' · Booth 73' |

| Scotland                             | 3–1      | Estonia    |
| ------------------------------------ | -------- | ---------- |
| McClair 18' · Nevin 27', 72' (ph.đ.) | Chi tiết | Bragin 57' |

| Bồ Đào Nha                                               | 4–0      | Malta |
| -------------------------------------------------------- | -------- | ----- |
| Nogueira 1' · Rui Costa 8' · João Pinto 23' · Cadete 85' | Chi tiết |       |

| Estonia | 0–2      | Bồ Đào Nha                |
| ------- | -------- | ------------------------- |
|         | Chi tiết | Rui Costa 61' · Folha 74' |

| Scotland    | 1–1      | Thụy Sĩ           |
| ----------- | -------- | ----------------- |
| Collins 50' | Chi tiết | Bregy 70' (ph.đ.) |

| Estonia | 0–3      | Ý                                        |
| ------- | -------- | ---------------------------------------- |
|         | Chi tiết | R. Baggio 20' (ph.đ.), 73' · Mancini 59' |

| Bồ Đào Nha    | 1–0      | Thụy Sĩ |
| ------------- | -------- | ------- |
| João Pinto 8' | Chi tiết |         |

| Ý                                        | 3–1      | Scotland      |
| ---------------------------------------- | -------- | ------------- |
| Donadoni 3' · Casiraghi 16' · Eranio 80' | Chi tiết | Gallacher 18' |

| Bồ Đào Nha                                    | 3–0      | Estonia |
| --------------------------------------------- | -------- | ------- |
| Futre 2' · Oceano 37' (ph.đ.) · Rui Águas 86' | Chi tiết |         |

| Ý             | 1–0      | Bồ Đào Nha |
| ------------- | -------- | ---------- |
| D. Baggio 83' | Chi tiết |            |

| Malta | 0–2      | Scotland                  |
| ----- | -------- | ------------------------- |
|       | Chi tiết | McKinlay 15' · Hendry 74' |

| Thụy Sĩ                                          | 4–0      | Estonia |
| ------------------------------------------------ | -------- | ------- |
| Knup 32' · Bregy 34' · Ohrel 45' · Chapuisat 61' | Chi tiết |         |

## Cầu thủ ghi bàn
6 bàn
| - Stéphane Chapuisat |

5 bàn
| - Roberto Baggio - Adrian Knup |

4 bàn
| - Georges Bregy |

3 bàn
| - Dino Baggio - Roberto Mancini - Giuseppe Signori | - Jorge Cadete - Ally McCoist - Pat Nevin | - Christophe Ohrel |

2 bàn
| - Pierluigi Casiraghi - Stefano Eranio - Rui Águas - Rui Barros | - Rui Costa - Paulo Futre - João Pinto - John Collins | - Kevin Gallacher - Ciriaco Sforza |

1 bàn
| - Sergei Bragin - Roberto Donadoni - Paolo Maldini - Gianluca Vialli - Pietro Vierchowod - Carmel Busuttil - Martin Gregory | - Kristian Laferla - Fernando Couto - António Folha - António Nogueira - Oceano - José Orlando Semedo - Scott Booth | - Colin Hendry - Brian McClair - Billy McKinlay - Thomas Bickel - Marc Hottiger - Kubilay Türkyilmaz |